# Universidade Estadual Paulista em Franca

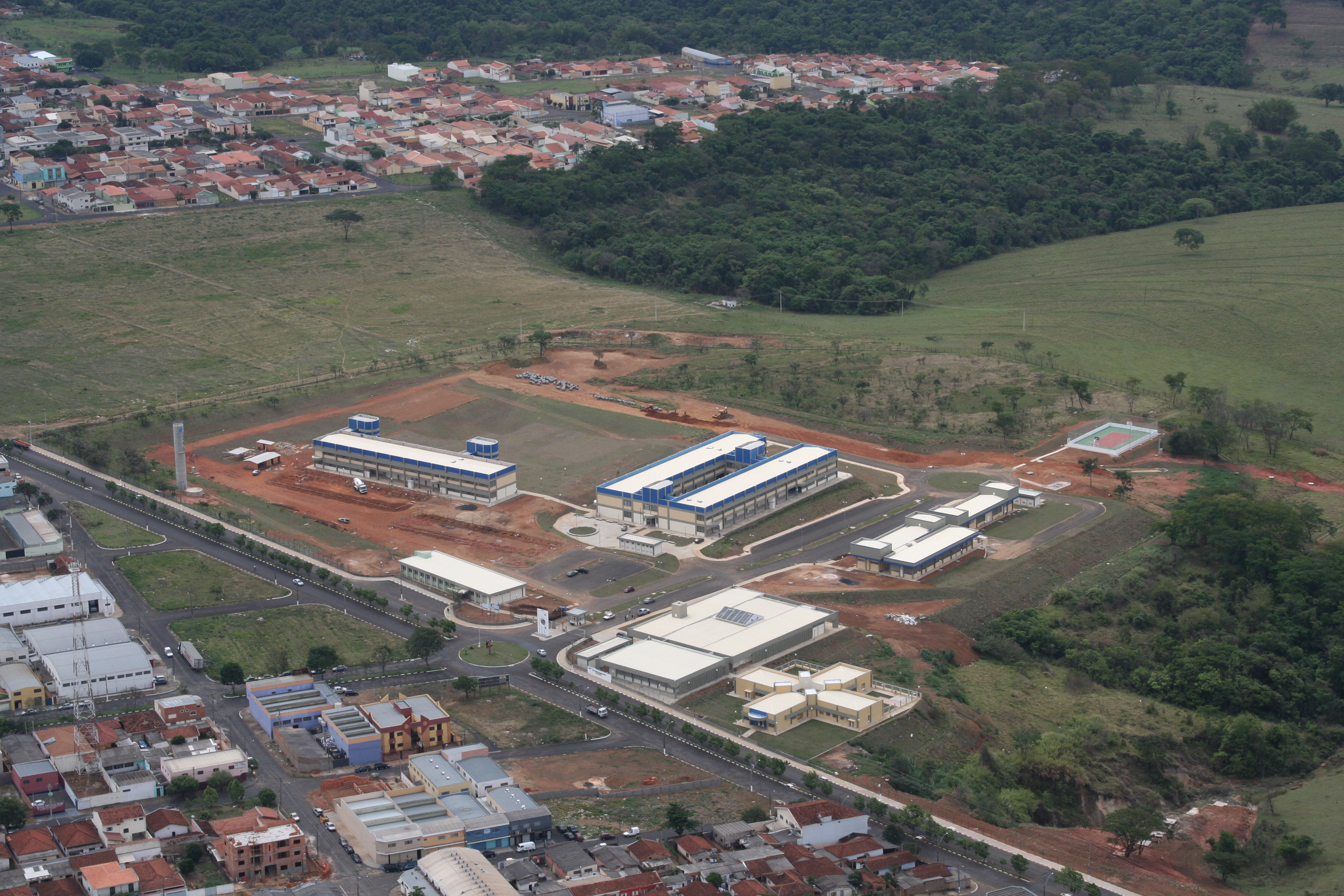
Fotografia aérea da UNESP de Franca.

Faculdade de Ciências Humanas e Sociais (FCHS) da Universidade Estadual Paulista (UNESP), campus de Franca, no interior de São Paulo. O campus oferece quatro cursos de graduação: Direito, História, Relações Internacionais e Serviço Social. Conta, também, com quatro Programas de Pós-Graduação: Direito (Stricto e Lato Sensu), História, Serviço Social e Planejamento e Análise de Políticas Públicas.

## Estrutura
A unidade foi criada em 1962, denominada Faculdade de Filosofia, Ciências e Letras de Franca, um dos institutos isolados de Ensino Superior do estado de São Paulo. Em 1968, suas instalações foram transferidas para um dos monumentos históricos mais antigos da cidade, o Colégio Nossa Senhora de Lourdes, tradicional educandário francano, com 110 anos de existência. Em 1976, juntamente com outros institutos isolados, foi incorporada à UNESP.. Em 2009, a faculdade foi transferida a um novo prédio, onde se encontra atualmente, e seu antigo prédio agora abriga órgãos estaduais.

## Atuação

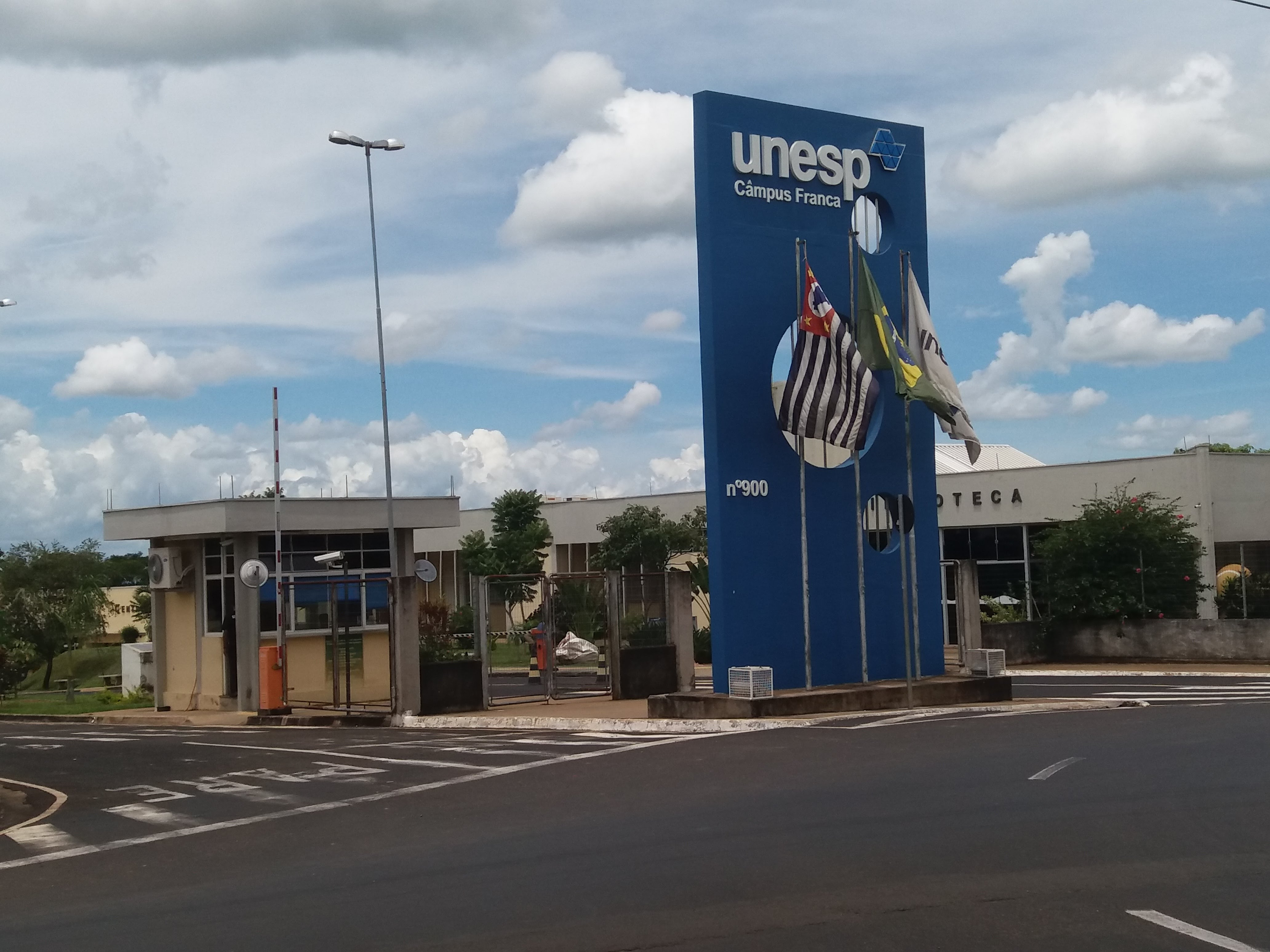
Entrada principal do Campus.

Paralelamente ao ensino, os professores desenvolvem pesquisas, cujos projetos contam com a participação de alunos de graduação e pós-graduação, na grande área das Ciências Humanas e Sociais.
Essas pesquisas têm caráter obrigatório para os docentes e alunos de Mestrado e Doutorado, ao passo que são facultativas aos alunos de Graduação (Iniciação Científica) a fim de que estes, posteriormente, possam ingressar nos estudos de Pós-Graduação.
Para o desenvolvimento dos projetos, contam com o apoio das agências de fomento – FAPESP, Fundunesp, CNPq, CAPES, além de órgãos privados. Essas agências têm papel relevante na universidade, avaliando os projetos propostos e apoiando financeiramente sua execução através de suporte aos pesquisadores para seu desenvolvimento - viagens, estadias, materiais de consumo, serviços, materiais permanentes e equipamentos necessários.
O esforço e excelência dos pesquisadores, aliados ao apoio financeiro, são responsáveis pela extensa produção acadêmica da unidade, que se revela pela publicação de livros, artigos em periódicos, anais em congressos, TCCs, dissertações e teses. Cabe salientar, também, o parque gráfico do campus, responsável pela editoração de livros, revistas, dissertações e teses dos pesquisadores.
A Faculdade de Ciências Humanas e Sociais, ainda, presta diversos serviços de extensão à comunidade de Franca e aos municípios da região.

## Corpo Docente
- Alberto Aggio (Departamento de História)
- Ricardo Alexandre Ferreira (Departamento de História)
- Jean Marcel Carvalho França (Departamento de História)

## Ex-alunos
Notáveis profissionais obtiveram sua formação no campus de Franca:
- Carlos de Assumpção, advogado e poeta;
- Gilmar Dominici, assistente social e político;
- Guilherme Cortez, advogado e político;
- Marina de Andrade Marconi, antropóloga e pedagoga;
- Raquel Branquinho, jurista e procuradora.